# Casteví
L'illa de Casteví, pronunciat [kas.tə.ví] és un illot situat a uns 500 metres de l'extrem sud-oest de l'illa de s'Espalmador. És un illot pla amb escassa o nul·la vegetació i d'una alçada que es troba pràcticament a nivell de la mar. És un illot bo de reconèixer quan s'és a la travessia que separa Eivissa de Formentera perquè es troba prop del tall-serrat de sa Guardiola de s'Espalmador i té una balisa a la part més altra de l'illot.

## Geografia
L'illot de Casteví dona nom també a la seca que hi ha devora d'aquest: la seca de Casteví i també la punta sud-oest de s'Espalmador rep el nom de l'illot: la punta de Casteví. A l'interior d'aquesta punta hi ha el bosc de Casteví i les solanes de Casteví. Existeixen també, prop de la punta de Casteví els esculls de Casteví. Vora d'aquests esculls existeixen unes roques submergides molt perilloses per a la navegació que reben el nom de ses Gorrinetes o es Gorrins de Casteví.
El pas entre Casteví i s'Espalmador per entrar a la badia de s'Alga on hi fondegen moltes embarcacions d'esbarjo durant els mesos d'estiu es recomana fer-la deixant la balisa a l'esquerra. És a dir, per la banda sud de l'illot tot evitant el freu entre s'Espalmador i Casteví, ja que és un freu perillós per mor de les seques que hi ha i la presència de ses Gorrinetes.

## Toponímia
El nom de Casteví apareix en la documentació escrita per primera vegada l'any 1721 sota el nom d'illeta de Castaví. En canvi dins del marc cartogràfic la variació del nom és major i en deixa constància ja des del segle xvi sota el nom de guastavj (Rubián, 1579), Iª Gastavino (Garma, 1765), Isla de Gastavi (Coello, 1850) o Iª Gastabi (Comisión Hidrográfica, 1900).
La seua etimologia és obscura i poc clara, ja que durant molt temps s'ha defensat la possibilitat que fos un antropònim el que dava nom a l'illot. Concretament el llinatge del governador d'Eivissa durant els anys 1623 i 1637: en Joan de Castellví a qui se li ordenà la missió de bastir l'illa de s'Espalmador amb una torreta per tal de poder guaitar i defensar la seua badia més septentrional. Així i tot la presència del mapa de Rubián fa que aquesta teoria no pugui donar-se per vàlida. Si una cosa caracteritza la zona és el perill que representa per a les embarcacions. D'aquesta manera el verb gastar (o la seua variant arcaica guastar) feta servir en el sentit de 'fer malbé' podria donar un sentit parcial a l'etimologia del lloc.

## Cultura popular
L'etimologia o el d'on venen els noms és una cosa que ha intrigat a la societat des dels seus inicis i això ho corroboren les múltiples etimologies populars que surten de les diferents veus dels pobles. Així existia temps ha una llegenda entre els mariners de les Pitiüses que deia que les embarcacions formentereres, en ser que, de tornada cap a Formentera, ja arribaven a aquell illot significava que havien aconseguit passar es Freus sans i estalvis i era el moment en què treien el vi i davall del crit de festa de Gasta vi! festejaven la tornada tot bevent vi.
Les etimologies populars són interessants a nivell de costumisme i folklore però tenint en compte que al segle xvi se suposa que Formentera no tenia una població estable i que generalment aquestes etimologies s'allunyen de la tradició del nom simplement per desconeixença queda en un punt anecdòtic d'un tema que encara és una incògnita sense resoldre.